# Protacanthamoeba caledonica
Protacanthamoeba caledonica is een soort in de taxonomische indeling van de Amoebozoa. Deze micro-organismen hebben geen vaste vorm en hebben schijnvoetjes. Met deze schijnvoetjes kunnen ze voortbewegen en zich voeden. Het organisme komt uit het geslacht Protacanthamoeba en behoort tot de familie Acanthamoebidae. Protacanthamoeba caledonica werd in 1981 ontdekt door Page.